# Liam Waite
Liam Waite (né Liam Owen East, le 20 mars 1971 à Boston dans le Massachusetts aux États-Unis) est un acteur américain. Il prit le nom de Waite de son beau-père, Ralph Waite, producteur et acteur. Il a deux enfants avec l'actrice Natasha Henstridge. Il apprit la comédie avec Arthur Mendoza à l'Actors Circle Theatre.

## Filmographie

### Cinéma
- 2001 : Ghosts of Mars : Michaël Descanso
- 2000 : Trahison sur mesure (Second Skin) : Tommy G
- 2000 : Civility : Cade
- 1999 : Simpatico : Lyle Carter jeune

### Télévision
- 2007 : McBride : Tom (épisode Semper Fi)
- 2006 : Ghost Whisperer : Clete Youngblood
- 2005 : Bats l'invasion des chauves-souris (Vampire Bats) : Jay Schuster
- 2003 : Un bébé tombé du ciel (Blessings) : Charles "Skip" Cuddy
- 2003 : Spy Girls : Phillip  Ascott
- 2002 : King of Texas : Thomas Westover
- 2002 : Flatland : Jagger